# シロイボカサタケ
シロイボカサタケ（白疣傘茸、学名: Entoloma album）は、イッポンシメジ科イッポンシメジ属の小型から中型のキノコ（菌類）。キノコ全体が白色で、傘の中央にイボ状の小突起があるのが特徴。
シロイボカサタケはキイボカサタケの変種または亜種だとも言われており、同一種とされている文献もみられる。

## 分布・生態
日本各地、韓国、北アメリカなどに分布する。
腐生菌（腐生性）。初夏（梅雨）から晩秋にかけて、おもに広葉樹林や雑木林などの地上に発生する。時折、近縁種であるキイボカサタケの近くに生えている様子も見ることができる。

## 形態
子実体は傘と柄からなり、全体が白色から黄白色で傘の放射状の筋が目立つ。傘の中央には、名前の由来となっているイボ状の突起があるが落ちやすい。傘は径1 - 6センチメートル (cm) 、円錐状または鐘状。傘表面は類白色から黄白色で、鱗片はなく、湿っていると条線を現す。傘裏のヒダは疎らで柄に対して直生から上生し、はじめ白色、のちに薄いピンク色（肉色）で、これはイッポンシメジ科にみられる共通点となっている。肉は薄く、無味無臭とされるが、このキノコからは不快な臭いが出ているともいわれる。
柄は中空、長さ3 - 10 cmで、柄の表面は繊維状の縦縞模様を呈し、しばしば捻れる。柄の根元には綿毛状の菌糸がある。担子胞子は径9 - 12マイクロメートル (μm) の類四角形や六面体で、無色で平滑、非アミロイド性。胞子紋は帯桃色。

## 食・毒
このキノコは図鑑により毒の有無が分かれており、食毒不明とする資料や、有毒とする資料がある。
シロイボカサタケからは、ムスカリンが検出されているので、発汗、流涎、縮瞳、徐脈など神経系の中毒症状が現れるとされる。

## 類似種
キイボカサタケ（Entoloma murrayi）はシロイボカサタケと外形もよくにて同形同大であるが、全体が黄色を呈するので区別がつく。アカイボカサタケ（Agaricus quadratus）も同様で、全体に鮭肉色をしている。キイボタケとアカイボタケは、日本では毒性は不明とされるが、北アメリカでは有毒視されている。シロイボタケ、キイボタケ、アカイボタケの3種は、いずれも似た環境に生育し、ときに混じって生えていることもある。